# Майборода, Василий Васильевич
Василий Васильевич Майборода — советский хозяйственный, государственный и политический деятель.

## Биография
Родился в 1924 году в селе Протасовка. Член КПСС.
Окончил Харьковский инженерно-экономический институт.
Участник Великой Отечественной войны: красноармеец 21-го стрелкового полка 180-й стрелковой дивизии
В 1949—1955 — нормировщик, инженер по организации труда и помощнико главного инженера по планированию шахты № 17/17-бис, пропагандист кружка по изучению краткого курса истории ВКП(б), начальник шахты № 16 треста «Краснолучуголь».
В 1955—1968 — второй, первый секретарь Краснолучского горкома КП Украины.
В 1968—1984 — председатель Ворошиловградского/Луганского областного комитета народного контроля.
В 1984—1990 — председатель Луганской областной организации памятников истории и культуры.
Делегат XXIII съезда КПСС.
Жил в Луганске.

## Награды
- Орден Отечественной войны I степени (11.03.1985)
- Орден Трудового Красного Знамени (1966, 03.09.1971)
- Орден Знак Почёта (1957, 1981)
- Орден Славы III степени (06.11.1947)